# Streekmuseum Rietgaverstede
Het Streekmuseum Rietgaverstede is een heemkundig museum in de tot de Oost-Vlaamse gemeente Deinze behorende plaats Nevele, gelegen aan de Camille Van der Cruyssenstraat 60.

## Geschiedenis
Het museum komt voort uit de verzameling die Antoine Janssens en zijn vrouw Agnes Van der Vennet hebben aangelegd en die naast voorwerpen ook foto's en documenten met betrekking tot de streekgeschiedenis omvatte. In de jaren '40 en '50 van de 20e eeuw organiseerden zij enkele tentoonstellingen en op 25 mei 1973 openden zij een museum. De collectie groeide door schenkingen en dergelijke en in 1971 werd de verzameling aangevuld met handschriften van Cyriel Buysse. Antoine Janssens is ook overgegaan tot het verfilmen van oude beroepen en industriële activiteiten, zoals de cichoreifabriek, de zuivelfabriek, de klompenmaker en de kuiper.

## Collectie
Het interieur omvat een 19e-eeuws huis en de inrichting daarvan, landbouwwerktuigen, ambachten, documenten omtrent de wereldoorlogen, de vlasindustrie, de nougatfabriek Vital, de cichoreibranderij Buysse-Loveling en dergelijke. Er is ook een buitenafdeling waar onder meer een originele sjees te zien is.